# Amor adolescente
Amor adolescente es el quinto álbum de estudio de la cantante y actriz mexicana Ximena Sariñana. Fue lanzado el 29 de octubre de 2021 por Warner Music México, siendo el último de Sariñana con el sello. Consta de dieciséis pistas originales, escritas en su mayoría por ella misma además de varias artistas como Danny Ocean, Paty Cantú, Tessa Ía, etc.
Dos sencillos fueron lanzados como oficiales acompañados de un video oficial; el primero «Una vez más» salió a la luz el 30 de abril de 2020, posteriormente se publicó «El amor más grande» el 29 de octubre del 2021, aunque también destacaron canciones como «Nostalgia» y «TBT 4 EVER», entre otros.

## Antecedentes
Amor adolescente, incluyó colaboraciones con artistas como María Ruzzi, Tessa Ía, Llane y Flor de Toloache. El disco fue inspirado en entrevistas realizadas a adolescentes, donde observó cómo las nuevas generaciones perciben el amor. Compuesto íntegramente por la cantante, el álbum exploró diversas formas de amor durante la adolescencia, reflejando las experiencias emocionales de esa etapa. Durante una conferencia de prensa, destacó la adolescencia como un periodo intenso y nostálgico, centrado en el descubrimiento personal. Además, subrayó la importancia de promover la representación femenina en la industria musical. También señaló que, aunque algunas experiencias adolescentes son universales, como el primer amor, los jóvenes actuales tienen una comprensión más profunda sobre temas como el feminismo y el amor propio.

## Lista de canciones
| N.º   | Título                                      | Escritor(es) | Duración |  |
| 1.    | «Ximena C»                                  | Marian Ruzzi / Ximena Sariñana | 1:35     |  |
| 2.    | «Nostalgia»                                 | Linda Briceño / Laura Manuela Ocampo Carcamo / Martha Liliana López Llorente / Natalia Bautista / Laura Pardo Pineda / Susana Isaza Piñeros / Ximena Sariñana | 2:55     |  |
| 3.    | «TBT 4 EVER»                                | Daniel Morales / Miguel Ospino / Ximena Sariñana | 2:46     |  |
| 4.    | «El aquí y el ahora (con Llane)»            | Juan David Castaño / César Augusto Santiago / Ximena Sariñana                                                                                                 | 2:58     |  |
| 5.    | «Todavía me recuerdas»                      | Linda Briceño / Laura Manuela Ocampo Carcamo / Laura Pardo Pineda / Susana Isaza Piñeros / Ximena Sariñana                                                    | 2:53     |  |
| 6.    | «Emilio (con Emilio Martínez Guzmán)»       | Marian Ruzzi / Ximena Sariñana | 0:51     |  |
| 7.    | «Una vez más»                               | Elsa Carvajal / Grettel Garibaldi / Susana Isaza / Ximena Sariñana                                                                                            | 4:05     |  |
| 8.    | «Bailas»                                    | María Laura Bustamante De Almenara / Martha Liliana López Llorente / Mariana Ruiz Martínez / Laura Pardo Pineda / Susana Isaza Piñeros                        | 3:13     |  |
| 9.    | «Alduin (con Alduin) »                      | Alduin / Marian Ruzzi / Ximena Sariñana | 1:36     |  |
| 10.   | «Mr. Carisma»                               | Claudia Brant / Ximena Sariñana / Ali Stone | 3:51     |  |
| 11.   | «A no llorar»                               | Alejandra Jiménez / Natalia Bautista / Susana Isaza Piñeros / Ximena Sariñana                                                                                 | 3:52     |  |
| 12.   | «Annapurna (con Annapurrna Xochisentli)»    | Marian Ruzzi / Ximena Sariñana / Annapurrna Xochisentli | 0:58     |  |
| 13.   | «Amor adolescente»                          | Mariana Ruiz Martínez / Ximena Sariñana | 3:10     |  |
| 14.   | «Diva (con Tessa Ia)»                       | Tessa Ia / Mariana Ruiz Martínez / Ximena Sariñana | 2:52     |  |
| 15.   | «El amor más grande (con Flor de toloache)» | Alexandre Peguero / Ximena Sariñana | 3:26     |  |
| 16.   | «Sophia (con Sophia Perusquia)»             | Sophia Perusquia / Marian Ruzzi / Ximena Sariñana | 0:49     |  |
| 41:50 |                                             | |          |  |

## Historial de lanzamiento
| País   | Fecha                 | Formato(s)            | Sello              | Ref.  |
| ------ | --------------------- | --------------------- | ------------------ | ----- |
| México | 29 de octubre de 2021 | CD + Descarga digital | Warner Music Group | [ 6 ] |